# Johan Barthold Jongkind

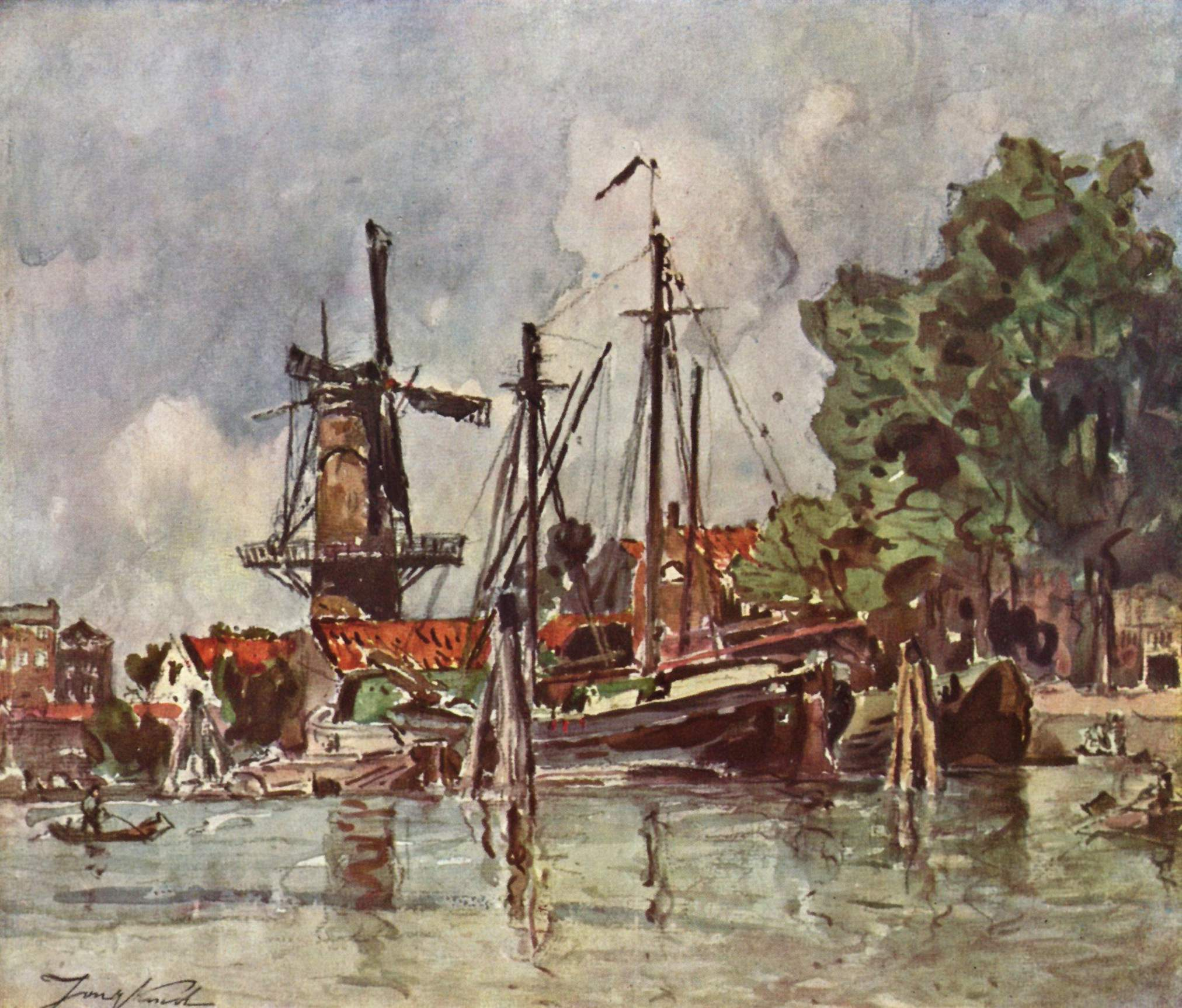
Le Village de Doverschie en Hollande

Johan Barthold Jongkind (ur. 3 czerwca 1819 w Lattrop, zm. 9 lutego 1891 w Grenoble) – holenderski malarz i grafik, uważany za prekursora impresjonizmu.
Studiował w Akademii Sztuk Pięknych w Hadze i w pracowni pejzażysty Andréasa Schelfhouta. W latach 1846–1855 i 1861-1878 mieszkał i pracował we Francji. Malował głównie pejzaże marynistyczne, posługiwał się techniką olejną i akwarelą. W czasie pobytu we Francji wystawiał wspólnie z barbizończykami, w latach 60. XIX wieku jego twórczość miała znaczący wpływ na Claude’a Moneta i Eugène’a Boudina.
Jongkind całe życie borykał się z alkoholizmem, jego kariera i problemy z psychiką porównywane są przez krytyków do losów współczesnego mu Vincenta van Gogha.